# West Harrison (Indiana)
West Harrison es un pueblo ubicado en el condado de Dearborn en el estado estadounidense de Indiana. En el Censo de 2010 tenía una población de 289 habitantes y una densidad poblacional de 500,37 personas por km².

## Geografía
West Harrison se encuentra ubicado en las coordenadas 39°15′21″N 84°49′17″O / 39.25583, -84.82139. Según la Oficina del Censo de los Estados Unidos, West Harrison tiene una superficie total de 0.58 km², de la cual 0.56 km² corresponden a tierra firme y (3.59%) 0.02 km² es agua.

## Demografía
Según el censo de 2010, había 289 personas residiendo en West Harrison. La densidad de población era de 500,37 hab./km². De los 289 habitantes, West Harrison estaba compuesto por el 98.96% blancos, el 0.35% eran afroamericanos, el 0.35% eran amerindios, el 0.35% eran asiáticos, el 0% eran isleños del Pacífico, el 0% eran de otras razas y el 0% pertenecían a dos o más razas. Del total de la población el 0.35% eran hispanos o latinos de cualquier raza.